# Nerlj (Kljazma)
Rijeka Nerlj (rus. Нерль) teče kroz Jaroslavljsku, Ivanovsku i Vladimirsku oblast, u Rusiji.
Lijeva je pritoka rijeke Kljazme, a sve skupa je dio porječja rijeke Volge.
Duga je 284 km. Površina njena porječja je 6780 km2. Nerlj se zaledi u studenome ili u prosincu i ostaje pod ledom do travnja. Glavni mu je pritok rijeka Uhtoma.

## Vanjske poveznice
|  | Zajednički poslužitelj ima još gradiva o temi Nerlj (Kljazma) |